# Modefachschule Sigmaringen
Die Modefachschule Sigmaringen ist eine private Bildungseinrichtung in Sigmaringen in Baden-Württemberg, die seit 2009 als gemeinnützige GmbH firmiert. Sie betreibt zurzeit mit behördlicher Genehmigung durch das Ministerium für Kultus, Jugend und Sport Baden-Württemberg zwei Bildungsgänge: Ergänzungsschule, Staatlich anerkanntes dreijähriges Berufskolleg für Modedesign und Ersatzschule, Staatlich anerkanntes dreijähriges Berufskolleg für Mode und Design. In Kooperation mit der Steinbeis Hochschule Berlin bietet sie das berufsbegleitende Projekt-Kompetenz-Studium zum Bachelor of Arts (B.A.) Business-Administration/Kommunikation und Design an. Damit verbindet die Schule das Handwerkliche und Kreative des Modedesigners mit Management-Know-how. Seit 2024 besteht außerdem eine Kooperation mit der Hochschule Albstadt-Sigmaringen, die ein verkürztes, ausbildungsintegriertes Kombistudium zum Bachelor of Engineering Textil- und Bekleidungstechnologie ermöglicht. Die Modefachschule als „Campus for Sustainability in Fashion & Education“ befindet sich seit Dezember 2010 in der Trägerschaft der Modefachschule Sigmaringen gGmbH. Geschäftsführer sind Christiane und Hartmut Hopf (jeweils einzeln zeichnungsberechtigt).

## Geschichte

### Gründung
Die Schule wurde 1974 in Sigmaringen vom Ehepaar Hopf gegründet und ist eine Nachfolgeeinrichtung der Modefachschule Alf. Davor gab es zahlreiche Vorgängereinrichtungen, wie Zuschneide- und Nähschulen, Schneiderschulen und Modeschulen unter der Leitung der Familien Groß und Hopf. Der Ursprung geht auf die erste Zuschneide- und Nähschule von Margarethe Groß im Jahr 1913 zurück.
Anerkennung
Die Schule wurde 1995 staatlich anerkannt. Ab dem Schuljahr 2009/10 wurde an der Modefachschule Sigmaringen der Bildungsgang Dreijähriges Berufskolleg: Mode und Design als Ersatzschule mit behördlicher Genehmigung eingerichtet. Dieser Bildungsgang führt zum Staatlich geprüften Designer (Mode) (f/m), bietet zusätzlich die Möglichkeit, die Fachhochschulreife zu erlangen, und wird finanziell staatlich gefördert. Außerdem haben Schüler und Schülerinnen die Möglichkeit, sich am Ende der drei (Ausbildungs-)Jahre zusätzlich der Prüfung der Handwerkskammer zu stellen und den MaßschneiderInnen-Gesellenbrief zu erhalten. Die Vorbereitung auf die Maßschneidergesellenprüfung ist eine eigenständige Zusatzausbildung.
Zusätzlich zum staatlichen Lehrplan des 3BKMD bietet die Schule (u. a. über eine separate App) über 400 Module (Kurse, Seminare, Workshops, Praktika, Exkursionen) an, die von Kunst über Technik, von Handwerk über Ökonomie und Ökologie bis hin zu Persönlichkeitscoachings und -trainings reichen.
Die Schule wird im Rahmen des „Digitalpakts Schule“ vom Bundesministerium für Bildung und Forschung gefördert und bietet Unterricht sowohl in Präsenz als auch online sowie hybrid an.

### Stiftung
Ende 2010 haben die Eheleute Hopf die Christiane und Hartmut Hopf Stiftung gegründet. Damit wollen sie den Bestand der Modefachschule Sigmaringen – ihres Lebenswerks – sichern. Die Stiftung wurde bereits im November 2010 als rechtsfähig anerkannt. Die notarielle Beurkundung mit der Übertragung des Stiftungsvermögens fand Anfang Dezember 2010 statt. Die Stiftung soll finanzschwachen talentierten Bewerbern den Besuch der Modefachschule ermöglichen und Schule und Schüler in jeglicher Hinsicht fördern. Zurzeit werden über 75 Prozent der Schüler und Schülerinnen gefördert (Stand Mai 2022).

## Gebäude
Die Schule fungiert in insgesamt fünf Gebäuden in Sigmaringen:
Zum Campus gehören das Hauptgebäude 1 (In der Au 7/3), das Schnittatelier, die Bibliothek, das kleine Zusatzschnitt- und Nähstudio, das Startup (ein komplettes kleines Schulgebäude mit allen Einrichtungen) und das Hauptgebäude 2 (Römerstraße 22). Das Hauptgebäude 2 ist eine ehemalige Strickwarenfabrik. Das sogenannte „Mestri-Gebäude“ wurde seit 1990 nach und nach in ein Schulgebäude umgewandelt. Im Jahr 1994 verkaufte das Ehepaar Hopf einen großen Teil der Flächen neben der Schule an einen Bauträger, der die Auflage bekam, dort Schülerwohnungen zu bauen. Neben diesen vielen kleinen Appartements kaufte das Ehepaar Hopf zwei weitere Wohngebäude in unmittelbarer Nähe des Hauptgebäudes 2 und richtete dort für 27 Schüler und Schülerinnen Studentenzimmer ein, die über WLAN direkt mit der Schule verbunden sind. Weiterhin unterhält die Schule eine Praktikantenwohnung, in der vier Praktikanten bzw. Praktikantinnen für Schnupperpraktika wohnen können.

## Ausbildung
Mit rund 240 Schülern und Schülerinnen und über 70 Mitarbeitern zählt sie zu den größeren und wichtigsten Modeschulen Deutschlands. Die Schule bildet praxisnah für den Modedesigner aus und gehört europaweit zu einer der wenigen Schulen, die ihre SchülerInnen noch dazu ausbildet, Fashion sowohl zu entwerfen als auch alle Fertigungsschritte zu beherrschen. Die Modefachschule Sigmaringen leistet mit dieser auf Qualität setzenden Ausbildung einen Beitrag zu Mode, die saisonale Trends überdauert. Die Themen „Nachhaltigkeit“ und verantwortlicher Wandel der Modeindustrie stehen somit regelmäßig auf dem Plan und spiegeln sich nicht nur im Bereich Modeherstellung wider. Auch im Bildungsplan selbst spielt Nachhaltigkeit etwa auch im Sinne der Stärkung von Schlüsselkompetenzen (u. a. „Selbstorganisiertes Lernen“ allein und im Team) eine wichtige Rolle. Dabei kann man sich seit 2009 für Neigungsrichtungen – in Maßschneiderei, Industrie, Grafikdesign, Couture und weitere – entscheiden. Die Qualifikationen entsprechen den Tätigkeiten einer Modedesignerin oder eines Modedesigners, einer/eines Designerin/Designers für Mode, der eines Grafikdesigners/einer Grafikdesignerin für Mode und je nach Neigung und Wahlrichtungen denen eines Bekleidungstechnikers oder einer Bekleidungstechnikerin, eines Produktmanagers/einer Produktmanagerin, des Modellmachers/der Modellmacherin und der des Modezeichners/der Modezeichnerin und des Illustrators und der Illustratorin. Im Normalfall werden jeweils zum September drei bis vier neue Klassen zu jeweils 20 bis 25 SchülerInnen aufgenommen. Diese Klassen werden bereits vor der Aufnahme durch ein intensives Briefing so zusammengestellt, dass die Interessen der SchülerInnen weitestgehend in die gleiche Richtung gehen. Nach einem halben Jahr werden die Klassen neu zusammengestellt und nach Neigungen- und Fähigkeiten in Richtungen wie Kunst/Entwurf, Technik/Schnitt, Handwerk und Allrounding ausgerichtet. Dies wird durch Zusatzmodule unterstützt.